# The Substance
The Substance er en film fra 2024 af Coralie Fargeat.

## Medvirkende
- Demi Moore som Elisabeth Sparkle
- Margaret Qualley som Sue
- Dennis Quaid som Harvey
- Hugo Diego Garcia
- Phillip Schurer
- Joseph Balderrama